# Université du Pacifique Sud
L'université du Pacifique Sud (UPS, en anglais : University of the South Pacific, USP) est une université de l'Océanie fondée en 1968. Son siège principal est situé à Suva, capitale des îles Fidji. Il s'agit d'une université régionale, appuyée sur des sites physiques et des sites virtuels dans 12 États du Pacifique Sud, parmi lesquels Vanuatu (ancien condominium franco-britannique des Nouvelles-Hébrides), base avancée de la francophonie dans cette région du monde.

## États participants
L'université couvre douze pays participants : les Fidji (sur trois campus), les îles Cook, les Îles Marshall, les Îles Salomon, les Kiribati (campus à Teaoraereke), Nauru, Nioué, la Nouvelle-Zélande (Tokélaou), les Samoa, les Tonga, les Tuvalu et Vanuatu. Pour plusieurs de ces pays, elle constitue l'unique université, bien qu'il existe une université nationale des Samoa (fondée en 1984), une université des Fidji (en) (2005) ainsi qu'une université nationale des Fidji (en) (2010), une université nationale de Vanuatu (en) (2019) et une université nationale des Tonga (2023), aux côtés de divers instituts d'enseignement supérieur.

## Liste des campus
Le site ni-vanuatais de l'université du Pacifique Sud est situé sur le campus Emalus de Port-Vila, à proximité immédiate de l'antenne de l'AUF. Le campus Emalus comprend, notamment, la faculté de droit de l'université.
| Campus                    | Ville                  | Localisation géographique ou administrative                       | Pays             |
| ------------------------- | ---------------------- | ----------------------------------------------------------------- | ---------------- |
| Campus d'Alafua           | Apia                   | île d'Upolu                                                       | Samoa            |
| Campus d'Emalus           | Port-Vila              | île d'Éfaté, province de Shéfa                                    | Vanuatu          |
| Campus de Laucala (siège) | Suva                   | est de l'île de Viti Levu, province de Rewa, division centrale    | Fidji            |
| USP Cook Islands          | Avarua                 | île de Rarotonga                                                  | Îles Cook        |
| USP Kiribati              | Bairiki et Teaoraereke | communauté urbaine de Tarawa-Sud, atoll de Tarawa                 | Kiribati         |
| USP Labasa                | Labasa                 | île de Vanua Levu, province de Macuata, division septentrionale   | Fidji            |
| USP Lautoka               | Lautoka                | ouest de l'île de Viti Levu, province de Ba, division occidentale | Fidji            |
| USP Marshall Islands      | Delap-Uliga-Darrit     | atoll de Majuro                                                   | Îles Marshall    |
| USP Nauru                 | —                      | —                                                                 | Nauru            |
| USP Niue                  | Alofi                  | —                                                                 | Niue             |
| USP Solomon Islands       | Honiara                | île de Guadalcanal                                                | Îles Salomon     |
| USP Tokelau               | Atafu                  | atoll de l'archipel des Tokelau                                   | Nouvelle-Zélande |
| USP Tonga                 | Nuku'alofa             | île de Tongatapu                                                  | Tonga            |
| USP Tuvalu                | Vaiaku                 | atoll de Funafuti                                                 | Tuvalu           |

## Enseignants et étudiants
Sir Iakoba Italeli, gouverneur général des Tuvalu, est chancelier de l'Université depuis septembre 2014. Il a succédé à ce poste à Tupou VI, roi des Tonga.
Parmi les 117 enseignants de l'université du Pacifique Sud, 32 possèdent un doctorat. En 2003, 10 452 étudiants poursuivaient les études dans les différentes facultés : école d'agriculture, de droit, des sciences humaines, des sciences pures et appliquées, école de développement économique et social, programme des études marines.

## Coopérations
L'université du Pacifique Sud participe activement aux réseaux universitaires et développe d'étroites coopérations avec les pays comme l'Australie, le Japon, l'Inde, la Nouvelle-Zélande ou la France – notamment avec les territoires français du Pacifique : Nouvelle-Calédonie (université de la Nouvelle-Calédonie – UNC – et Institut de recherche pour le développement – IRD) et Polynésie française (université de la Polynésie française - UPF).

### Aide de laFrance
L'aide française apportée à l'UPS a atteint 2,6 millions d'euros pour la période 1998-2008. Elle concerne la coopération scientifique, l'enseignement du français ou les formations au journalisme. 50 étudiants ont obtenu des bourses d'études en France ou dans les collectivités francophones du Pacifique. La France soutient activement le centre de création artistique Oceania.

### Aide de laNouvelle-Zélande
L'aide néo-zélandaise à l’UPS a été de 2,5 millions d’euros pour la période 2004-2007. Selon le bulletin d'informations en ligne Flash d'Océanie (4 novembre 2004), « l’université du Pacifique Sud devrait bénéficier de quelque 2,5 millions d’euros pour les trois ans à venir, dans le cadre de la coopération néo-zélandaise. Cette subvention (qui reste à formaliser avec l’agence néo-zélandaise d’aide internationale, NzAid) sera particulièrement destinée à financer le budget de fonctionnement de l'université, mais aussi certains programmes, dans le cadre d‘un processus actuel de réforme. » Par ailleurs, l'un des sites de cette université se trouve en Nouvelle-Zélande, dans le petit archipel des Tokélaou.

## Personnalités liées à l'université
- Eselealofa Apinelu, avocate et responsable sportive.
- Daisy Alik-Momotaro, femme politique marshallaise.
- Jully Makini, poétesse salomonaise.
- Nanise Nagusuca, députée, ministre adjointe fidjienne.
- Teretia Tokam, militante pour les droits des femmes et des enfants.